# Ancylorhynchus rufithorax
Ancylorhynchus rufithorax là một loài ruồi trong họ Asilidae. Ancylorhynchus rufithorax được Doleschall miêu tả năm 1858. Loài này phân bố ở miền Australasia.